# Rubén Colón
Rubén Colón de Alba (Guayama, 30 gennaio 1972) è un ex cestista portoricano.

## Carriera
Con Porto Rico ha disputato i Campionati mondiali del 1994.